# Arrondissement de Dinan
L'arrondissement de Dinan est un arrondissement français situé dans le département des Côtes-d'Armor et la Bretagne.

## Composition

### Composition avant 2016

Délimitation avant 2016.

L’arrondissement de Dinan comprend les cantons suivants (découpage d'avant 2015) :
- Canton de Broons ;
- Canton de Caulnes ;
- Canton de Collinée ;
- Canton de Dinan-Est ;
- Canton de Dinan-Ouest ;
- Canton d'Évran ;
- Canton de Jugon-les-Lacs ;
- Canton de Matignon ;
- Canton de Merdrignac ;
- Canton de Plancoët ;
- Canton de Plélan-le-Petit ;
- Canton de Ploubalay.

### Découpage communal depuis 2015
Depuis 2015, le nombre de communes des arrondissements varie chaque année soit du fait du redécoupage cantonal de 2014 qui a conduit à l'ajustement de périmètres de certains arrondissements, soit à la suite de la création de communes nouvelles. Le nombre de communes de l'arrondissement de Dinan est ainsi de 101 en 2015, 95 en 2016, 68 en 2017 et 67 en 2018.
La composition de l'arrondissement est modifiée par l'arrêté du 8 décembre 2016. À la suite du redécoupage communal du 1er janvier 2017, il comprenait 68 communes. Après la fusion de Léhon avec Dinan au 1er janvier 2018, le nombre de communes descend à 67.
Au 1er janvier 2024, l'arrondissement groupe les 67 communes suivantes :
1. Aucaleuc
2. Beaussais-sur-Mer
3. Bobital
4. Bourseul
5. Broons
6. Brusvily
7. Calorguen
8. Caulnes
9. Les Champs-Géraux
10. La Chapelle-Blanche
11. Corseul
12. Créhen
13. Dinan
14. Évran
15. Fréhel
16. Guenroc
17. Guitté
18. Le Hinglé
19. Lancieux
20. Landébia
21. La Landec
22. Langrolay-sur-Rance
23. Languédias
24. Languenan
25. Lanvallay
26. Matignon
27. Mégrit
28. Plancoët
29. Pléboulle
30. Plélan-le-Petit
31. Pleslin-Trigavou
32. Pleudihen-sur-Rance
33. Pléven
34. Plévenon
35. Plorec-sur-Arguenon
36. Plouasne
37. Plouër-sur-Rance
38. Pluduno
39. Plumaudan
40. Plumaugat
41. Quévert
42. Le Quiou
43. Ruca
44. Saint-André-des-Eaux
45. Saint-Carné
46. Saint-Cast-le-Guildo
47. Saint-Hélen
48. Saint-Jacut-de-la-Mer
49. Saint-Jouan-de-l'Isle
50. Saint-Judoce
51. Saint-Juvat
52. Saint-Lormel
53. Saint-Maden
54. Saint-Maudez
55. Saint-Méloir-des-Bois
56. Saint-Michel-de-Plélan
57. Saint-Pôtan
58. Saint-Samson-sur-Rance
59. Taden
60. Trébédan
61. Tréfumel
62. Trélivan
63. Tréméreuc
64. Trévron
65. La Vicomté-sur-Rance
66. Vildé-Guingalan
67. Yvignac-la-Tour

## Démographie
En 2022, l'arrondissement comptait 106 772 habitants.
| 1968    | 1975    | 1982    | 1990    | 1999    | 2006    | 2011    | 2016    | 2021    |
| ------- | ------- | ------- | ------- | ------- | ------- | ------- | ------- | ------- |
| 111 830 | 113 436 | 115 520 | 115 214 | 113 897 | 120 557 | 127 889 | 102 698 | 105 848 |

| 2022    | - | - | - | - | - | - | - | - |
| ------- | - | - | - | - | - | - | - | - |
| 106 772 | - | - | - | - | - | - | - | - |

## Sous-préfets
| Période            | Période                 | Identité                         | Fonction précédente | Observation |
| ------------------ | ----------------------- | -------------------------------- | ------------------- | ----------- |
|                    |                         | ...                              |                     | -           |
| 1806               | 1814                    | Charles Rolland Néel de La Vigne |                     | -           |
| 9 septembre 1814   | 1815                    | Pierre de Grassin                |                     | -           |
| 1815               | 1847                    | Charles Rolland Néel de La Vigne |                     | -           |
| 4 janvier 1847     | 1848                    | Eugène Janvier de La Motte       |                     | -           |
| 31 août 1876       | 1877                    | Olivier d'Ormesson               |                     | -           |
| 13 septembre 1897  | 1898                    | Raymond Le Bourdon               |                     | -           |
|                    |                         | ...                              |                     | -           |
| 1965               |                         | Jean-Marcel Petit                |                     | -           |
|                    |                         | ...                              |                     | -           |
| octobre 1997       | août 2000               | Michel Rouzeau                   |                     | -           |
| 1er septembre 2000 | 29 juillet 2002         | Stéphane Guyon                   |                     | -           |
| juillet 2002       | ?                       | Jean-Michel Legendre             |                     | -           |
|                    |                         | ...                              |                     | -           |
| 15 mai 2006        | 12 avril 2010           | Magali Selles                    |                     | -           |
| 28 juin 2010       | 5 novembre 2013 (décès) | Laurent Bernard                  |                     | -           |
| 3 février 2014     | décembre 2017           | Michel Laborie                   |                     | -           |
| 11 décembre 2017   | 8 juin 2020             | Dominique Consille               |                     | -           |
| 15 juin 2020       |                         | Bernard Musset.                  |                     | -           |